# Regroupement Mamit Innuat
Le regroupement Mamit Innuat est l'un des deux conseils tribaux de la Première Nation des Innus au Québec au Canada. Il rassemble quatre bandes indiennes. Son siège est situé à Sept-Îles sur la Côte-Nord du fleuve Saint-Laurent.

## Liste des bandes
Le regroupement Mamit Innuat comprend quatre bandes indiennes, avec plus de 3 300 membres.
| Numéro | Nom officiel de la bande   | Siège                       | Population inscrite (juin 2018) |
| ------ | -------------------------- | --------------------------- | ------------------------------- |
| 82     | Les Innus de Ekuanitshit   | Ekuanitshit                 | 682                             |
| 83     | Montagnais de Natashquan   | Natashquan                  | 1 179                           |
| 88     | Montagnais de Pakua Shipi  | Pakuashipi (Saint-Augustin) | 394                             |
| 84     | Montagnais de Unamen Shipu | La Romaine                  | 1 225                           |